# Саут-Гендерсон (Північна Кароліна)
Саут-Гендерсон (англ. South Henderson) — переписна місцевість (CDP) в США, в окрузі Венс штату Північна Кароліна. Населення — 988 осіб (2020).

## Географія
Саут-Гендерсон розташований за координатами 36°18′13″ пн. ш. 78°24′19″ зх. д. / 36.30361° пн. ш. 78.40528° зх. д. (36.303477, -78.405403).  За даними Бюро перепису населення США в 2010 році переписна місцевість мала площу 4,85 км², уся площа — суходіл.

## Демографія
Згідно з переписом 2010 року, у переписній місцевості мешкало 1213 осіб у 451 домогосподарстві у складі 325 родин. Густота населення становила 250 осіб/км².  Було 520 помешкань (107/км²).
Расовий склад населення:
| - 49,9 % — чорних або афроамериканців - 33,9 % — білих - 0,3 % — азіатів - 0,2 % — корінних американців - 13,8 % — осіб інших рас |

До двох чи більше рас належало 2,0 %. Частка іспаномовних становила 18,2 % від усіх жителів.
За віковим діапазоном населення розподілялося таким чином: 26,3 % — особи молодші 18 років, 60,9 % — особи у віці 18—64 років, 12,8 % — особи у віці 65 років та старші. Медіана віку мешканця становила 35,8 року. На 100 осіб жіночої статі у переписній місцевості припадало 88,9 чоловіків;  на 100 жінок у віці від 18 років та старших — 85,9 чоловіків також старших 18 років.
Середній дохід на одне домашнє господарство  становив 24 246 доларів США (медіана — 20 500), а середній дохід на одну сім'ю — 33 066 доларів (медіана — 24 205). За межею бідності перебувало 29,6 % осіб, у тому числі 36,8 % дітей у віці до 18 років та 36,5 % осіб у віці 65 років та старших.
Цивільне працевлаштоване населення становило 247 осіб. Основні галузі зайнятості: освіта, охорона здоров'я та соціальна допомога — 27,9 %, роздрібна торгівля — 23,5 %, виробництво — 21,1 %.